# Sergej Karjakin (pentatleta)
Sergej Nikolaevič Karjakin (in russo Сергей Николаевич Карякин?; Samara, 5 gennaio 1988) è un pentatleta russo.

## Palmarès
In carriera ha conseguito i seguenti risultati:
- Mondiali:

Londra 2009: argento nella gara a squadre.
Chengdu 2010: oro nell'individuale.
Mosca 2011: oro nella gara a squadre.
Kaohsiung 2013: argento nella gara a squadre.
- Europei

Mosca 2008: oro nella staffetta.
Medway 2011: oro nella gara a squadre, argento nell'individuale.